# Hakkûhbar
Hakkûhbar was een Nederlandse parodie op de gabberscene, die halverwege de jaren 90 van de 20e eeuw populair was in Nederland. De groep wist met Gabbertje (1996) de eerste plaats van de Top 40 en de Mega Top 50 te bereiken. Het nummer zorgde voor een golf van vergelijkbare platen. 

## Ontstaan
Hakkûhbar werd gevormd door Bob Fosko (bekend van De Raggende Manne), Bart Vleming, Ad de Feyter en producer Ewart van der Horst. Fosko en Van der Horst schreven samen ook de meeste nummers, die Van der Horst dan arrangeerde en in de studio de Hakkûhbar sound gaf. In de clips en tijdens liveoptredens was de acteur Ruben van der Meer de frontman. Op de cd Vet Heftig zong hij slechts één nummer daadwerkelijk zelf: Gabberlove. De stem van Gabbertje is van Bob Fosko. Fosko kende Van der Meer, omdat zij samen in het VPRO-kinderprogramma Erwassus... zaten. Hier ontstond het idee voor Hakkûhbar. In de aflevering De Nieuwe Aussie van de Gabber, een moderne versie van het sprookje De Nieuwe Kleren van de Keizer speelde Van der Meer de gabber. De visuele stijl was hetzelfde als die van de latere Hakkûhbar-videoclips.

## Hitsucces
Het nummer Gabbertje haalde in 1996 de nummer 1-positie in de Nederlandse hitparades. De single werd een gouden plaat en later zelfs platina. De videoclip werd geregisseerd door Benjamin Landshoff, een vriend van Fosko (en tevens regisseur van Erwassus...). Het nummer was geschreven op de melodie van Swiebertje.
Later volgden de hits Supergabber, Gabbersaurus en de dubbelsingle Feestbeest/Gabberlove. Deze clips werden geregisseerd door Martin Koolhoven, die eveneens bevriend was met Bob Fosko. Ook is een Duitstalige versie van Gabbertje opgenomen, genaamd Ratzekahl met onder meer Neel van der Elst.
Als afsluiter maakte de band nog de videoband Vet Heftig - de video, die ging over de opkomst en ondergang van Hakkûhbar. De productie werd geregisseerd door Martin Koolhoven en naast Van der Meer en Fosko acteerden onder meer Marco Borsato, Tatum Dagelet, Tjeerd Oosterhuis, Nance Coolen, Bart Vleming, Harry de Groot, Anita Doth (van 2 Unlimited) en Alfred Lagarde.
Ook alle clips waren in deze productie te zien. De film werd meerdere malen uitgezonden door de muziekzender TMF onder de naam Vet Heftig - de film. In 2004 verscheen de film op dvd.

## Nasleep
Financieel liep het met Hakkûhbar minder goed af. De financiën van het project liepen via de studio van Ad de Feyter. De voorschotten werden op de studiorekening gestort. Hij was echter voor hij voor Hakkûhbar werkte al in financiële problemen geraakt, mede door zijn drank- en drugsgebruik. Door het succes van Gabbertje kreeg hij zijn eerdere schuldeisers achter zich aan. Zodoende ging De Feyter er met het verkregen geld vandoor. Sindsdien is hij spoorloos. Doordat De Feyter ook had aangegeven dat de rest van het geld op zijn rekening moest worden gestort, ontstond er een juridische strijd om het geld en moesten er rechtszaken gevoerd worden.

## Effect
Het succes van Hakkûhbar zorgde voor een kettingreactie. Twee maanden later kwam Gabber Piet met een soortgelijke single die een grote hit werd. Daarna brachten acts als Gabber Wijffie en Mosselman nog meer vergelijkbare platen. Het label Mecado bracht meerdere cd's met gabberparodieën uit. In een interview met de Volkskrant stelde dj The Prophet dat dit soort producties de doodsteek voor de gabbermuziek betekenden.

## Discografie

### Albums
| Album met eventuele hitnotering(en) in de Nederlandse Album Top 100 | Datum van verschijnen | Datum van binnenkomst | Hoogste positie | Aantal weken | Opmerkingen |
| ------------------------------------------------------------------- | --------------------- | --------------------- | --------------- | ------------ | ----------- |
| Vet heftig                                                          | 1997                  | 07-06-1997            | 57              | 7            |             |

### Singles
| Single met eventuele hitnotering(en) in de Nederlandse Top 40 | Datum van verschijnen | Datum van binnenkomst | Hoogste positie | Aantal weken | Opmerkingen               |
| ------------------------------------------------------------- | --------------------- | --------------------- | --------------- | ------------ | ------------------------- |
| Gabbertje                                                     | 1996                  | 23-11-1996            | 1(3wk)          | 11           | Nr. 1 in de Mega Top 50   |
| Supergabber                                                   | 1997                  | 08-03-1997            | 3               | 9            | Nr. 3 in de Mega Top 100  |
| Gabbersaurus                                                  | 1997                  | 24-05-1997            | 14              | 4            | Nr. 34 in de Mega Top 100 |
| Feestbeest / Gabberlove                                       | 1997                  | 12-07-1997            | tip7            | -            |                           |

| Single met hitnotering(en) in de Vlaamse Ultratop 50 | Datum van verschijnen | Datum van binnenkomst | Hoogste positie | Aantal weken | Opmerkingen |
| ---------------------------------------------------- | --------------------- | --------------------- | --------------- | ------------ | ----------- |
| Gabbertje                                            | 1996                  | 11-01-1997            | tip8            | -            |             |